# 木子
木子（1989年1月9日—），女，遼寧撫順人，中华人民共和国乒乓球运动员，右手横板反手生胶弧圈结合快攻打法。

## 生平
木子从小放弃学业到北京练习乒乓球，后加入八一女子乒乓球队。
木子双打能力比较出色，曾于2009年和2011年两届世界乒乓球锦标赛上，分别与张继科和郝帅搭档，打进混合双打决赛，但都惜败于队友屈居亚军。木子还曾与冯亚兰搭档出战2011年世乒赛女双比赛，打进了本届比赛的八强。
2013年第十二届全国运动会上，木子与曹臻搭档，代表解放军队夺得乒乓球女子双打冠军。同年的乒超联赛的女团决赛上，木子两回合出场三次保持全胜，出乎意料地连续击败山东鲁能队的主力队员李晓霞和陈梦，帮助八一女队历史上首度问鼎乒超联赛女团冠军。
2015年蘇州世錦賽她以黑馬之姿闖進8強，在對戰新加坡選手馮天薇時以4：0拿下勝利，惜在準決賽中以3：4輸給了當時世界第一的丁寧，飲恨奪銅。